# Communicatie (Lotti van der Gaag)
Communicatie is een artistiek kunstwerk in Amsterdam Nieuw-West.
Lotti van der Gaag werd gevraagd de entree van de Telefooncentrale Amsterdam-Slotervaart aan de Plesmanlaan op te fleuren met een sculptuur. De beoogd eigenaar PTT stelde daarvoor de voorwaarde, dat de stijl van het kunstwerk moest overeenkomen met de bouwstijl, aldus Christiaan de Moor (esthetisch adviseur van de PTT in 1960). Voor het overige werd de kunstenaar vrij gelaten (vrije expressie). Van der Gaag beeldde voor het genoemde gebouw een schakelverbinding uit; twee figuren verbonden door de verbinding van telefoon.  Het beeld brengt trouwens ook de verbinding tussen de twee bouwblokken, die samen het gebouw vormen.

Ter gelegenheid van de overdracht van het gebouw van de gemeente aan de PTT in 1961 werd er een kleine expositie gehouden van het werk van Lotti van der Gaag en haar collegae Hans Ittmann en Henk Zweerus, die twee andere gebouwen met beeldhouwwerken mochten versieren. 
Lotti van der Gaag had in 1958 de Jacob Marisprijs gewonnen, categorie materiaal (beeld Tortakel uitgevoerd in chamotte).